# Veterupristisaurus
Veterupristisaurus („starý žraločí ještěr“) byl rod dravého dinosaura (teropoda) z čeledi Carcharodontosauridae. V současnosti je nejstarším známým zástupcem této čeledi. Žil v období pozdní jury (asi před 156 až 151 miliony let) na území dnešní východoafrické Tanzanie (geologické souvrství Tendaguru).

## Historie
Fosilie tohoto a dalších dinosaurů, objevených na lokalitě Tendaguru, byly dobře známé domorodým obyvatelům této oblasti již dlouho před příchodem evropských vědců. Typovým druhem je V. milneri, popsaný německým paleontologem Oliverem Rauhutem na podzim roku 2011.

## Popis
Holotyp tohoto taxonu s označením MB R 1938 sestává z izolovaného ocasního obratle. Velikost dravého dinosaura byla na jeho základě odhadnuta přibližně na 10,5 metru délky, šlo tedy o velkého teropoda ve velikostní kategorii alosaura. Navíc ještě nemuselo jít o plně dospělého jedince.
Tento dinosaurus byl starším příbuzným obřích argentinských teropodů, jako byl rod Giganotosaurus nebo Mapusaurus. Blíže příbuzný byl ale ke karcharodontosaurům rodů Siats nebo Lusovenator.